# 게르하르 아르메우에르 한센

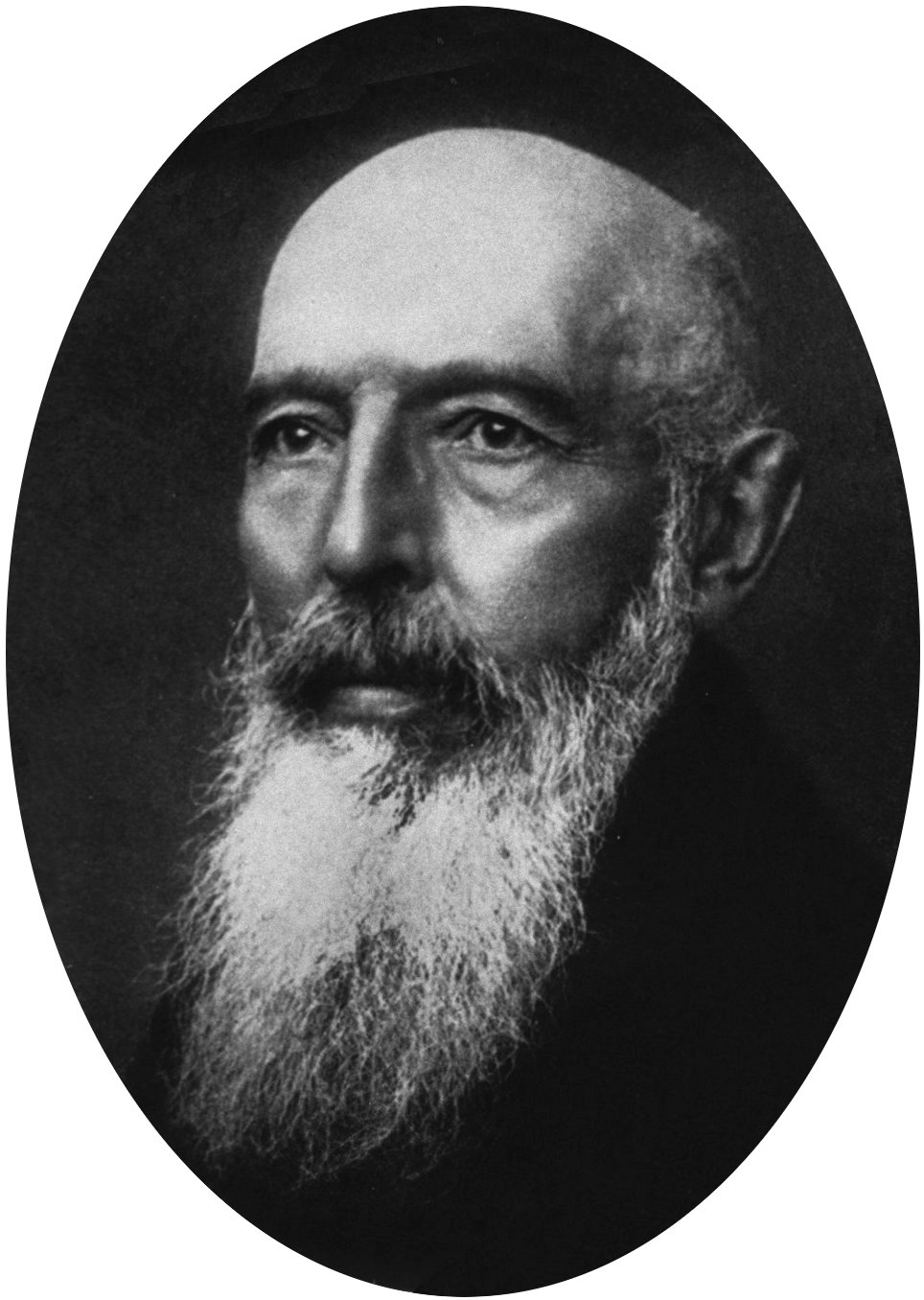

게르하르 헨리크 아르메우에르 한센(Gerhard Henrik Armauer Hansen, 1841년 ~ 1912년)은 노르웨이의 의학자이다.
1868년부터 베르겐의 한센병 요양소에서 일하면서 한센 병에 관한 연구를 하였다. 1879년 한센 병의 균을 발견하여, 그 때까지 유전되는 병이라 생각해 온 한센 병이 전염되는 병이라는 것을 발견하였다. 그 후부터 환자를 격리시키고 소독을 철저히 하는 등, 새로운 치료 방법을 실시하였다. '한센 병'은 그의 이름을 따서 붙은 이름이다.